# Juusou Kikou Dancouga Nova
Juusou Kikou Dancouga Nova (獣装機攻 ダンクーガ ノヴァ, Jūsō Kikō Dancouga Nova) possui 12 episódios com produção da Sega, Sony Pictures e Paradise Resorts, a animação ficou com o estúdio Ashi Productions (responsáveis por séries como Macross 7, Blue Seed e Mega Man), em 2007. Esta versão é um remake da original, Choju Kishin Dancouga produzida em 1985 com 38 episódios. A versão moderna possui um rico designer de personagens, animação, e músicas de ótima qualidade, a direção é do experiente Masami Obari (diretor de séries como Virus Buster Serge, Detonator Orgun e Gravion, e dos Ovas e filme de Fatal Fury). Obari também é experiente no que se diz respeito a séries de mechas, além de dirigir diversas do gênero, ele também foi um dos desenhistas dos mechas e personagens da série original Dancougar dos anos 80.

## História
A história se passa em no ano 2104, diversos conflitos locais ameaçam a paz mundial, mas uma nova força surge para evitar com que isto aconteça: é Dancouga, um super robô gigante de origem desconhecida. Ninguém sabe nada sobre ele, ou sobre suas intenções. Uma organização secreta que se diz ser a responsável pelo robô, seleciona quatro jovens para serem os pilotos de Dancouga: Aoi Hidaka, Kurara Tachibana, Sakuya Kamon e Johnny Burnett. A partir daí, começam uma nova batalha cuja missão é missão restabelecer a paz no mundo e descobrir verdade por trás de Dancouga.